# Edificio del Centro Superior de Estudios de la Defensa Nacional
El edificio del Centro Superior de Estudios de la Defensa Nacional es un palacete de estilo ecléctico situado en el paseo de la Castellana, Madrid (España), proyectado en 1894 por el arquitecto burgalés Ricardo Velázquez Bosco. Recibe el nombre de la institución pública homónima de la alberga (CESEDEN). 

## Historia
Se trata de un notable ejemplo de la arquitectura ecléctica madrileña, con elementos clásicos, como las columnas que destacan en las zonas más representativas. El solar donde hoy se sitúa fue adquirido por la Institución Libre de Enseñanza (ILE) tras su aprobación en 1880 por la junta general de accionistas, con la intención de establecer su sede definitiva en Madrid. El proyecto, comenzado en 1883, se paralizó debido a problemas de financiación, con lo el solar acabó siendo vendido al Estado. En 1894, por encargo de la Dirección General de Fomento, Velázquez Bosco retomó un antiguo proyecto para construir el Colegio Nacional de Sordomudos y Ciegos en la finca de La Moncloa, adaptándolo al nuevo solar abandonado en la Castellana. Discrepancias burocráticas con el Ayuntamiento de Madrid hicieron que la construcción del edificio no finalizase hasta 1898.
Durante la Segunda República se llevaron a cabo diversas ampliaciones que permitieron acoger en sus dependencias las sedes del Museo Pedagógico Nacional, de la Escuela Normal de Magisterio y del Patronato de Misiones Pedagógicas. Otras adaptaciones importantes tuvieron lugar durante la Guerra Civil, cuando el edificio paso a tener un uso militar, alojando al batallón antigás del Ejército de la República, siendo rebautizado como Cuartel «Margarita Nelken» (escritora y política republicana). Terminada la contienda, tras un breve paso por el edificio del Servicio de Guerra Química del Cuartel General del Ejército Nacional, el 26 de abril de 1940 se promulgó el decreto de creación de la Escuela Superior del Ejército, que ocuparía el edificio hasta el año 1999; a partir de 1964 lo compartiría con el CESEDEN, creado el 16 de enero de ese año.
El 27 de abril de 1995 fue declarado bien de interés cultural en la categoría de conjunto histórico, como parte del área comprendida por la trama urbana (representativa del siglo XVIII) y el ensanche madrileño (o Plan Castro, de la segunda mitad del siglo XIX). También cuenta con una declaración de bien de interés cultural en la categoría de monumento con un expediente inalterado de 1977.

## Características
El edificio consta de un cuerpo principal alargado, paralelo al paseo de la Castellana, con dos pabellones perpendiculares a ambos lados. En el eje central se desarrolla otro pabellón, que divide el patio en dos, adosado a una nave ligeramente girada para adaptarse a la orientación de la calle Zurbano. Está construido enteramente en ladrillo visto con aparejos de estilo neomudéjar, y rematado en granito y piedra artificial en cornisas, modillones y líneas de imposta.
La entrada principal, de carácter monumental y una amplia escalinata, presenta un juego de doble fachada clásica con pilastras, columnas estriadas de orden compuesto y arcos rematados en una cornisa con frontón y un escudo en altorrelieve, obra del escultor Ángel García Díaz.